# Motte castrale de Brion
La motte castrale de Brion est une motte castrale située dans le Cézallier à Compains dans le département français du Puy-de-Dôme, en région Auvergne-Rhône-Alpes.

## Histoire

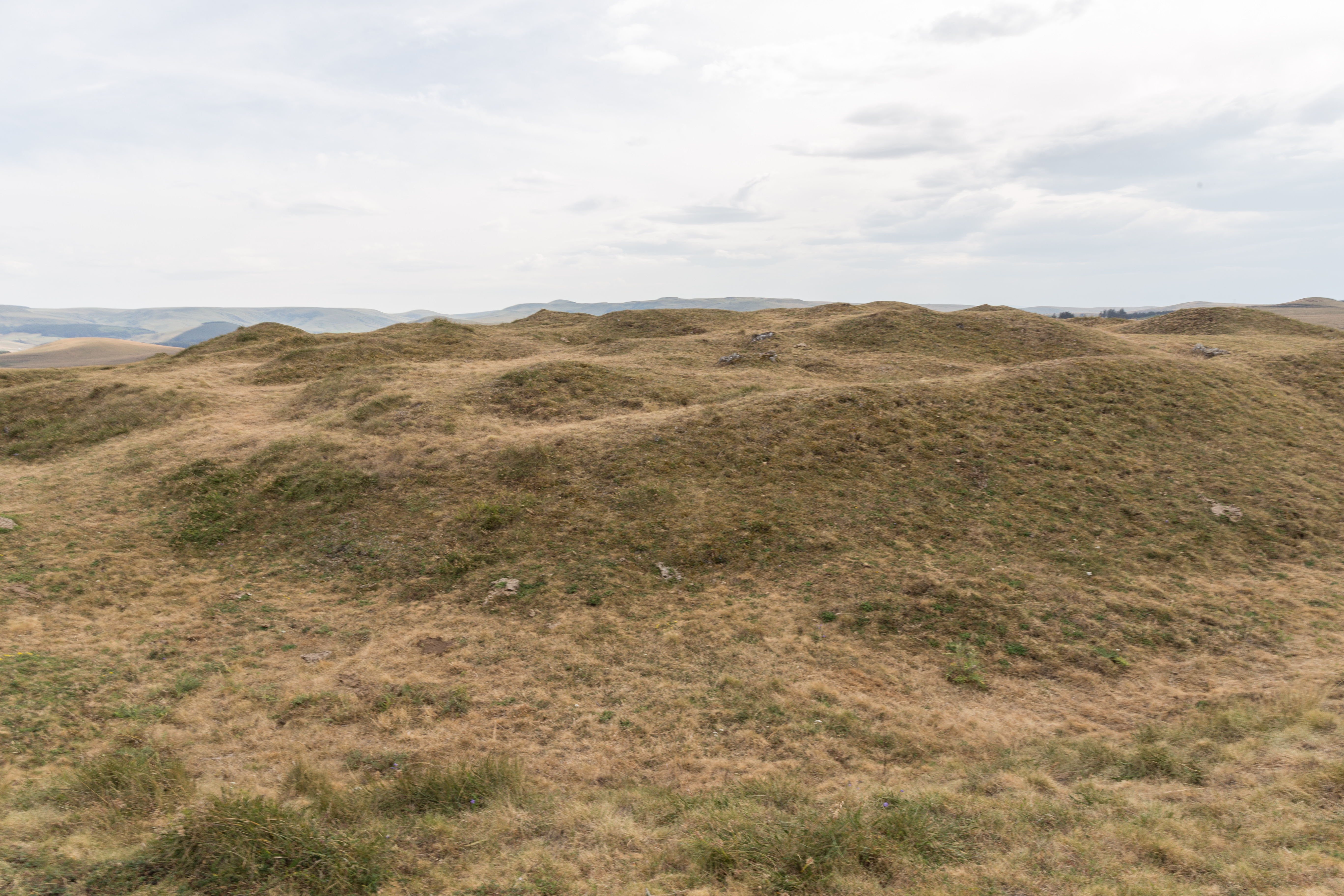
Motte castrale.

Ce château, siège d'une seigneurie apparue à la fin du Xe siècle ou au début du XIe siècle, était associé à la famille de Bréon, qui occupait une place notable parmi les familles nobles d'Auvergne au Moyen Âge. 
Depuis le XVIIe siècle, le champ de foire de Brion accueille des foires aux bestiaux ancestrales.

## Description
La butte de Brion abrite les vestiges d'un château entouré d'un fossé, ainsi que ceux d'une basse-cour et d'une enceinte. Le site est également renommé pour son champ de foire, où se trouvent plusieurs burons.

## Protection
La motte castrale de Brion, située à une altitude de 1 273 mètres, est inscrite au titre des monuments historiques par arrêté du 5 décembre 2016.